# 세교리역
세교리역(細橋里驛)은 지금의 서울특별시 마포구 동교동에 있던 당인리선의 역이다. 1944년에 폐역된 이후, 2000년대까지 구 서울역 서편에 있던 기계조립장과 흡사한 건물이 남아 있었으나 철거되었다. 건물 옆에는 역목으로 보이는 나무와 함께 주차장이 있다. 현재의 홍대입구역 인근에 있었다.

## 연혁
- 1929년 9월 20일 : 용산선 세교리~당인리 간 개통과 함께 영업 개시[2]
- 1944년 3월 31일 : 폐지[3]